# Loch Tay

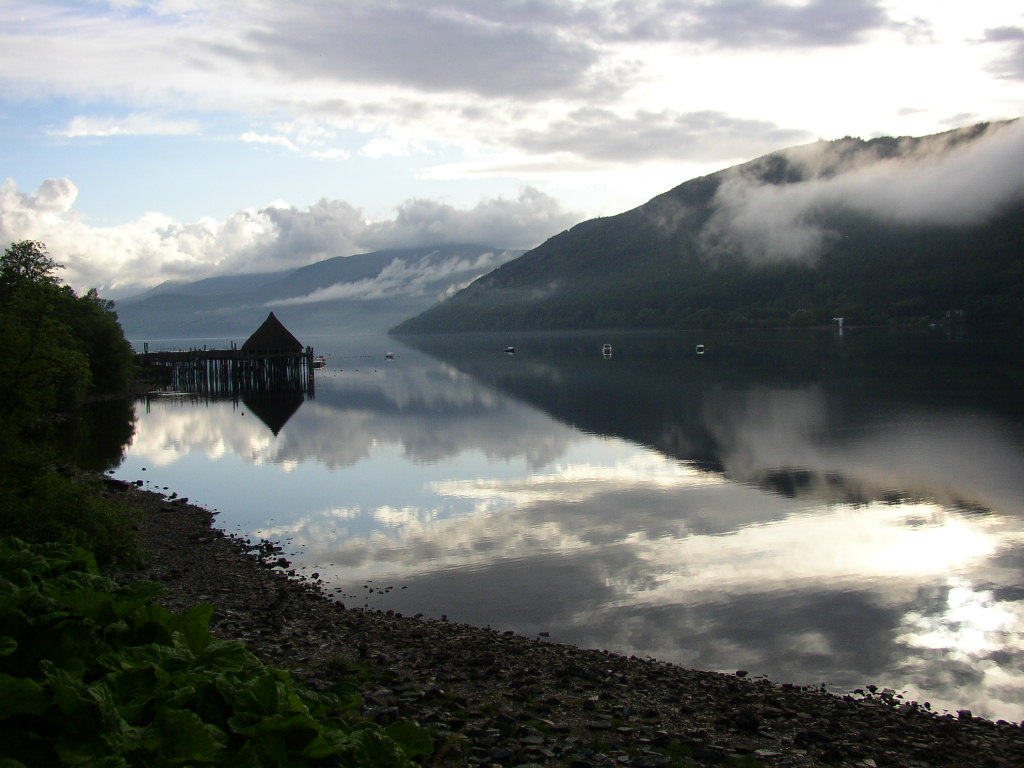
Crannog al Loch Tay

El Loch Tay (en escocès Loch Tatha) és un llac d'aigua dolça situat a Perth and Kinross, als Highlands escocesos.
El llac té una longitud de 23 km (14 milles) i d'1,5 a 2,5 km d'ample. Segueix la vall, del sud-oest cap al nord-est. És el sisè llac més extens d'Escòcia. La seva profunditat màxima és de 150 m. A la seva riba septentrional, s'hi troba Ben Lawers, el sisè cim de les illes britàniques, i el més alt del grup de set munros.
Les principals ciutats prop del llac són Killin, al començament, i Kenmore, a la desembocadura del riu Tay. El Dochart i el Lochay acaben igualment dins el llac, així com un bon nombre de cursos d'aigua més petits.
A l'edat del ferro, els habitants de la regió es reagrupaven en crannogs, mena d'illes artificials fàcils de defensar. Actualment, un exemplar de crannog ha estat reconstituït al Scottish Crannog Centre.